# Monolitten

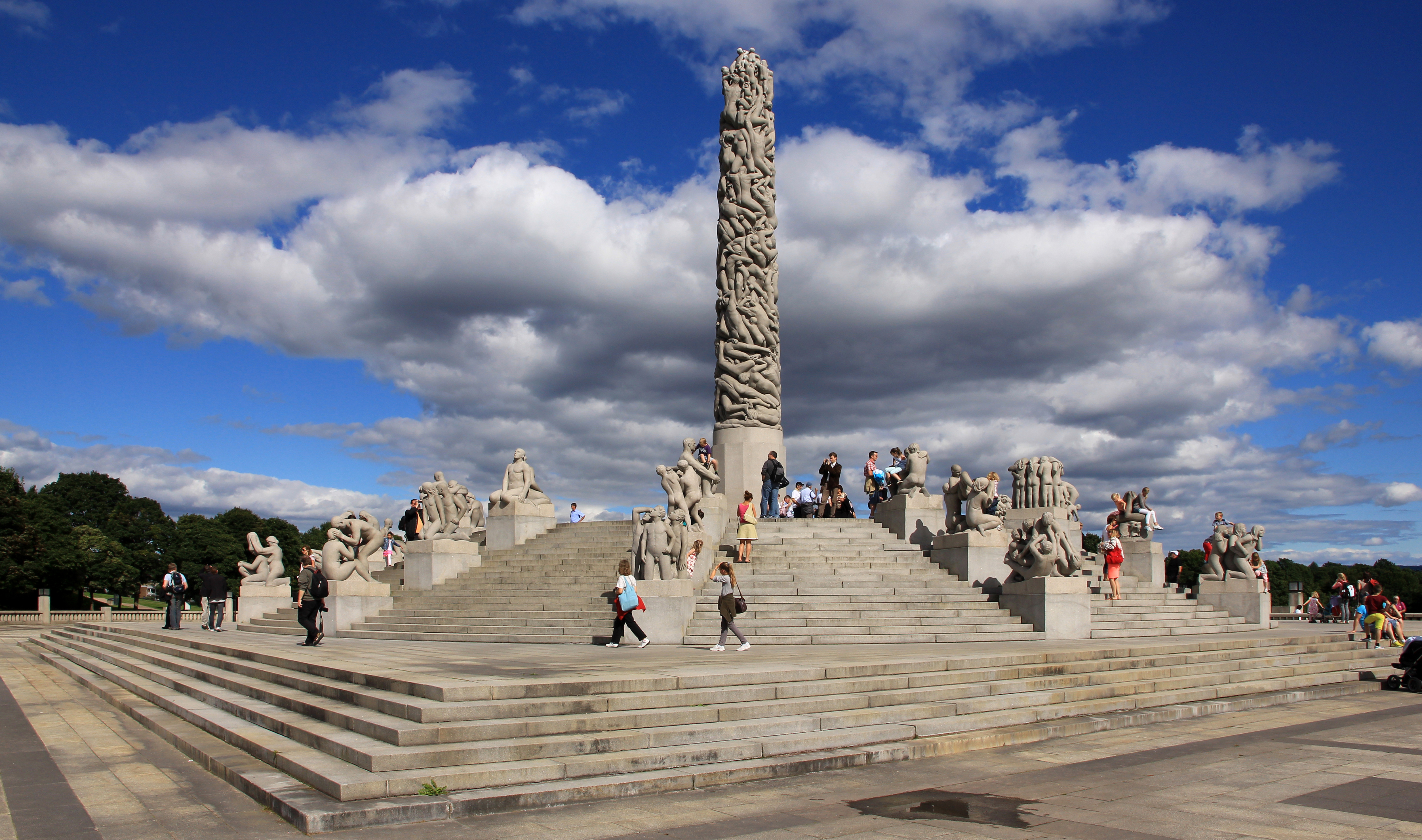
Monolit w parku Vigelanda

Monolitten (Monolit) – jedna z rzeźb Gustava Vigelanda będąca częścią kompleksu parkowego w Oslo, tzw. Frogner Park.
Rzeźba przedstawia monumentalną, walcowatą kolumnę utworzoną z nagich ciał ludzi w różnym wieku. Składa się ze 121 postaci, z których jedna jest autoportretem artysty. Monolitten ma 17,3 m wysokości (wraz z cokołem). Ustawiona jest centralnie na okrągłej platformie ze schodami w otoczeniu 36 grup rzeźb nagich postaci wykonanych z tego samego materiału.
Pierwsze projekty rzeźby powstały w 1919. Gipsowy model kolumny wykonano w połowie lat 20. XX w. Wtedy też sprowadzono do Oslo wielosettonowy blok granitu, z którego później powstała rzeźba. Projekt Monolitu i prace nad nim nadzorował Vigeland, ale wykonaniem zajęło się trzech kamieniarzy. Ukończenie rzeźby zajęło im 14 lat.